# Ivan Bregant
Ivan Bregant, slovenski arhitekt, * 8. avgust 1938, Celje, † 17. maj 2015, Križevci, Hrvaška.

## Življenje in delo
Rodil se je v Celju v družini kirurga Marija in učiteljice Zore Bregant. Družina se je še pred drugo svetovno vojno preselila v Gorico, kjer je končal osnovno šolo in gimnazijo. V času študija arhitekture v Turinu, se je srečeval povečini s politično levo usmerjenimi študenti in se v tem času povsem ločil od krščanstva. Šele po udeležbi na srečanju gibanja fokolarjev (t.i. Mariapoliju) v Meranu, je v sebi spoznal svoje novo poslanstvo. Nedolgo zatem ga je začetnica gibanja Chiara Lubich, skupaj z dvema drugima fokolarjema poslala v tedanjo Jugoslavijo, zato je svoj študij končal v Ljubljani.

## Misijonarsko delo
Ivan je iz Ljubljane odhajal na dolga potovanja po vseh republikah bivše Jugoslavije in drugih državah Balkana, kjer je neumorno razširjal in usklajeval aktivnosti gibanja, tudi v težkih obdobjih, ko ga je opazovala in zasliševala tajna policija. Skozi vsa ta leta je skupaj z Raffaelom Bronzinom s člani gibanja delil svoja duhovna izkustva. V obdobju od leta 1966 pa vse do leta 2008 je bil znotraj gibanja osebno soodgovoren za območje jugovzhodne Evrope, ki je obsegalo republike bivše Jugoslavije, pa tudi Romunijo, Bolgarijo, Moldavijo ter nekaj časa tudi Madžarsko ter Albanijo. Ko se je leta 1994 center fokolarjev za jugozahodno Evropo preselil v Križevce, je Ivan od tedaj živel na Hrvaškem, vse do svoje smrti. V Križevcih je tudi njegov grob.

## Arhitektura
Med njegova večja dela na področju arhitekture sodijo idejni načrti za cerkve: v predmestju Slavonskega Broda, sv. Družine v Mostah, sv. Brigite v Ankaranu, Marije rožnovenske v Portorožu, sv. Marka v Semedeli, v Letnici na Kosovu in v Resici v Romuniji. V Gorici in njeni okolici je projektiral več vil in trgovin.